# カイル・ガス

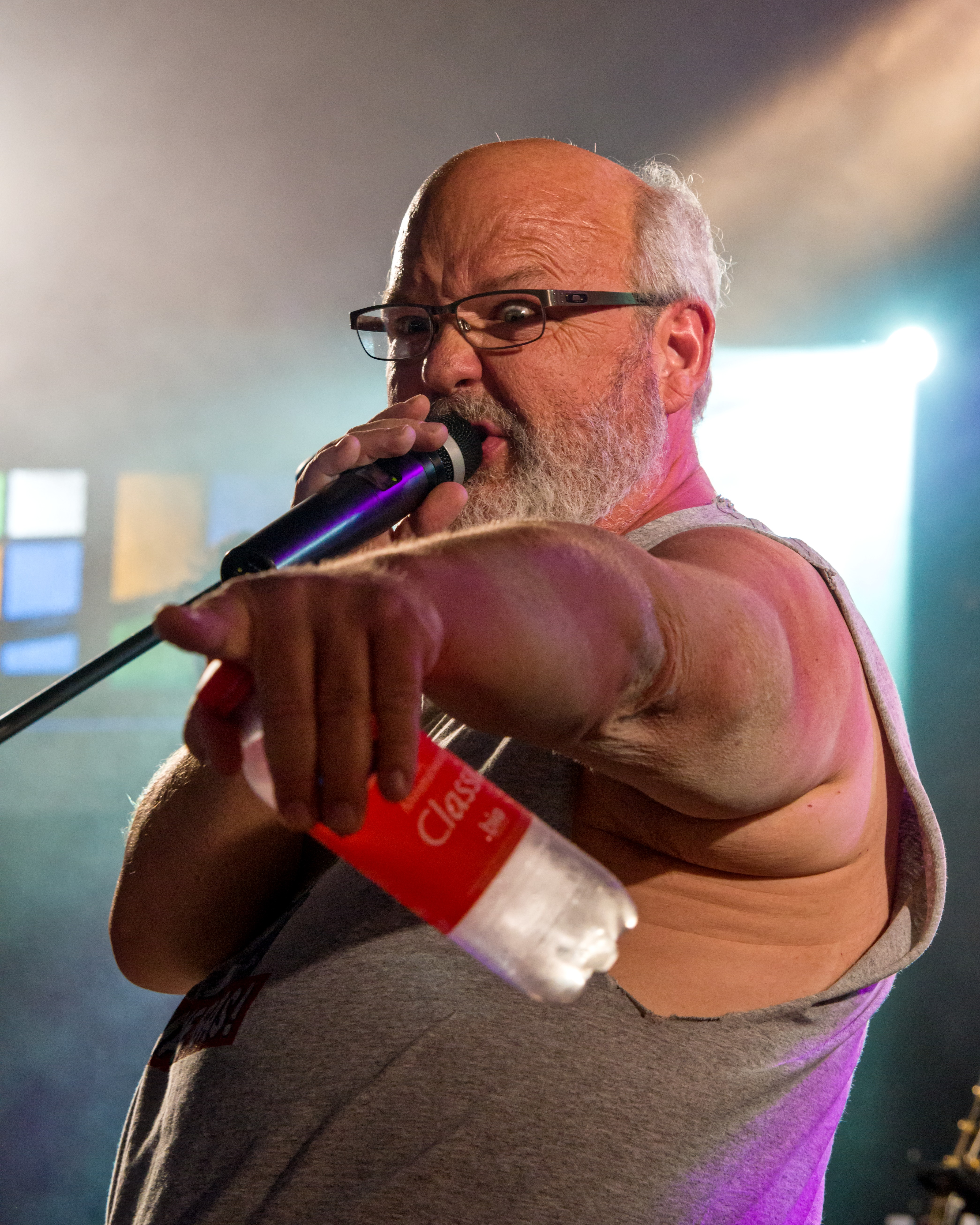
カイル・ガス テント音楽祭2017フライブルク、ドイツ

カイル・ガス（Kyle Gass、1960年7月14日 - ）は、アメリカ合衆国カリフォルニア州生まれのミュージシャン・俳優・ギタリスト・シンガー・ソング・ライターである。

## 来歴
俳優のジャック・ブラックと共に組んだロックバンドテネイシャスDのメンバーとして知られるガスは、1960年にカリフォルニア州カストロ・ヴァレーに生まれる。若い頃から音楽と演技のキャリアをスタートさせ、高校卒業後はカリフォルニア大学ロサンゼルス校へ通う。大学在学中にティム・ロビンスが主催する劇団「アクターズ・ギャング」へ所属。1986年に大学を卒業後はアクターズ・ギャングに同じく所属していた当時16歳のジャック・ブラックと意気投合し、ロックバンドのテネイシャスDを結成した。結成する際にはブラックにギターの弾き方もレクチャーしている。
役者としては、テレビ番組の端役などからキャリアをスタート。初期の頃は、人気ロックバンドのグッド・シャーロットやフー・ファイターズのミュージック・ビデオにも出演した。その後も着々とキャリアを重ねており、様々な映画やテレビドラマなどへ出演。2006年にはテネイシャスDが題材のコメディ映画『テネイシャスD/ 運命のピックをさがせ!』で相方のブラックと共に主演を果たす。その同映画や、ティム・アレン、ジョン・トラボルタらが主演のコメディ『団塊ボーイズ』ではその自慢の歌唱力も披露した。
2014年12月4日に、ジャック・ブラックと共に自身のロックバンド「テネイシャスD」として来日し、木場のライブハウスで来日公演を開催した。

## 出演作品

### 映画
- ブレイン・デッド/ 脳外科医R Brain Dead (1990)
- ジェイコブス・ラダー Jacob's Ladder (1990)
- バイオドーム Bio Dome (1996)
- ケーブル・ガイ The Cable Guy (1996)
- アイドル・ハンズ Idle Hands (1999)
- クレイドル・ウィル・ロック Cradle Will Rock (1999)
- あの頃ペニー・レインと Almost Famous (2000)
- マテリアル・ウーマン Saving Silverman (2001)
- エボリューション Evolution (2001)
- 愛しのローズマリー Shallow Hal (2001)
- ニュー・ガイ The New Guy (2002)
- エルフ 〜サンタの国からやってきた〜 ELF (2003)
- テネイシャスD 運命のピックをさがせ! Tenacious D in The Pick of Destiny (2006)
- 団塊ボーイズ Wild Hogs (2007)
- Dead and Gone (2008)
- Lower Learning (2008)
- 紀元1年が、こんなんだったら!? Year One (2009)

### テレビドラマ
- となりのサインフェルド Seinfeld (1996)
- テネイシャスD Tenacious D (1997-2000)
- フレンズ Friends (2003)
- Living with Fran (2005)
- The Jake Effect (2006)

### テレビアニメ
- 学園パトロール フィルモア Fillmore! (2002, 2003)
- Tom Goes to the Mayor (2004)

### 声の出演
- カンフー・パンダ Kung Fu Panda (2008)

### テレビ番組
- サタデー・ナイト・ライブ Saturday Night Live (1998, 2002, 2003, 2005)
- マッドTV! MADtv (2002)